# جو هیون-جونگ
جو هیون-جونگ (انگلیسی: Joo Hyun-jung؛ زادهٔ ۳ مهٔ ۱۹۸۲) کماندار اهل کره جنوبی است.